# Willow (Alaska)
Pour les articles homonymes, voir Willow.
Willow est une ville d'Alaska aux États-Unis faisant partie du Borough de Matanuska-Susitna, dans l'aire métropolitaine d'Anchorage. Sa population était en 2000 de 1 658 habitants. Elle est située au kilomètre 111 de la George Parks Highway.
Une communauté commença à s'installer en 1897 pour prospecter l'or de Willow Creek. Les bateaux apportaient les fournitures et l'équipement des mineurs par le Golfe de Cook. Depuis Knik, une piste partait alors en direction du nord-ouest, sur 40 kilomètres.
En 1920, l'Alaska Railroad construisit une station à Willow, au kilomètre 297, le long de la piste allant de Seward à Fairbanks.
Durant la Seconde Guerre mondiale, un aéroport et un poste de garde furent construits près de la voie de chemin de fer, et une poste fut créée en 1948.
En 1954, la région de Willow Creek était le plus important district minier pour l'extraction de l'or de l'Alaska, sa production approchant les 18 millions de dollars.
En 1970, avant la construction de la George Parks Highway, il y avait 78 habitants à Willow, avant que la croissance due au transport du pétrole ne commence et ne provoque de la spéculation dans la zone.
En 1976, les Alaskiens souhaitèrent transférer la capitale de  Juneau à Willow dans le but de rendre l'accès à la capitale plus aisé, sans pour autant donner trop d'importance à Anchorage, déjà la plus grande ville de l'état. Mais ce projet n'aboutit pas.
Les abords de Willow sont occupés par des chalets utilisés comme résidences secondaires en saison. Willow est une étape importante de l'Iditarod Trail Sled Dog Race.

## Démographie
| 1940 | 1960 | 1970 | 1980 | 1990 | 2000  |
| ---- | ---- | ---- | ---- | ---- | ----- |
| 13   | 78   | 38   | 139  | 285  | 1 658 |

| 2010  | - | - | - | - | - |
| ----- | - | - | - | - | - |
| 2 102 | - | - | - | - | - |